# Episodi di Kipper - Il più bel cucciolo del mondo (sesta stagione)
Questa voce riassume la sesta stagione della serie televisiva Kipper - Il più bel cucciolo del mondo, composta da 13 episodi trasmessi nel 2000

## Elenco Episodi
- 66
- 67 The Big Race
- 68 Arnold on Wheels
- 69 Pig's Sweater
- 70 Buried Treasure
- 71
- 72
- 73
- 74
- 75
- 76
- 77
- 78